# Funivia della Tofana
La funivia della Tofana si trova sul territorio di Cortina d'Ampezzo. La stazione a valle si trova nelle prossimità della località Sopiazes e dello stadio olimpico del ghiaccio.
L'intera funivia è divisa in tre tronconi e rispettivamente collegano le stazioni di:
- Col Drusciè a 1.778 m
- Ra Valles a 2.470 m
- Cima della Tofana di Mezzo a 3.244 m

Il totale dislivello percorso dall'intera funivia è di 2.020 m. L'intera percorrenza impiega tra i 13 minuti e 40 e 14 minuti.
L'impianto fu aperto nel 1971 e venne fatto in modo di non deturpare l'ambiente circostante. Per questo motivo le costruzioni vengono inserite nella roccia.